# Omineca Park
Omineca Park är en park i Kanada.   Den ligger i provinsen British Columbia, i den centrala delen av landet, 3 600 km väster om huvudstaden Ottawa. Omineca Park ligger 1 086 meter över havet.
Terrängen runt Omineca Park är kuperad. Trakten runt Omineca Park är nära nog obefolkad, med mindre än två invånare per kvadratkilometer..
I omgivningarna runt Omineca Park växer i huvudsak barrskog.